# Маліїв
Малі́їв — колишнє село в Україні, Сумській області, Буринському районі.
Було підпорядковане Хустянській сільській раді.

## З історії
Колгосп ім. Ворошилова було створено 1930 року, першим головою був Степан Якович Малій. Село постраждало внаслідок геноциду українського народу, проведеного урядом СССР в 1932–1933 роках — померло 13 людей, родини Бардаків, Бідних.
1982 року в селі проживало 10 людей. Зняте з обліку рішенням Сумської обласної ради 18 січня 1988 року.

## Географія
Село знаходилося за 0,5 км від Хустянки. По селу протікає пересихаючий струмок, на якому зведено загату.